# 李昭清
李昭清（1931年6月1日—2018年），台灣陶藝家，苗栗縣人，師承父親福州陶師李依五，跟隨其父在「公館窯業」製陶。他也是「清泰窯業加工廠」創辦人。